# دخيرة
الذخيرة قرية سوريّة تتبع إداريّاً لمحافظة حلب منطقة منبج ناحية خفسة، بلغ تعداد سكانها (2,643) نسمة حسب التعداد السكاني لعام 2004. السكان الاصلين للقرية من عشيرة الغانم ابناء عمر المحمد الغانم